# 1884 год в науке
В 1884 году были различные научные и технологические события, некоторые из которых представлены ниже.

## События
- 27 марта — частное солнечное затмение (максимальная фаза 0,1436)[1].
- 10 апреля — полное лунное затмение в экваториальной зоне Земли (фаза 1,43)[2].
- 25 апреля — частное солнечное затмение (максимальная фаза 0,7563)[3].
- 4 октября — полное лунное затмение в экваториальной зоне Земли (фаза 1,53)[2]
- 19 октября — частное солнечное затмение (максимальная фаза 0,6385)[4].

## Достижения человечества
- В этом году офтальмолог Карл Коллер (Carl Koller, 1857—1944) применил кокаин как поверхностное анестезирующее средство в глазной хирургии. Это новшество открыло эру местной анестезии[5].
- Анри Луи Ле Шателье, обобщив правило Ленца на все физические и химические процессы, сформулировал принцип динамического равновесия, известный ныне как принцип Ле Шателье — Брауна.

### Изобретения
- Англичанин Чарлз Алджернон Парсонс (1854—1927) изобрёл первую пригодную для промышленного применения паровую турбину.
- Паулем Нипковым изобретён Диск Нипкова (англ. Nipkow disk), механическое устройство для сканирования изображений.
- Изобретение линотипа Оттмаром Мергенталером.

## Награды
- Ломоносовская премия — Н. П. Петров за исследования теории трения в машинах[6]:53-108.

## Родились
- 15 января — Иван Гурьевич Руфанов, врач. Впервые в СССР провёл всестороннее изучение действия пенициллина и продления его действия с помощью пирамидона.
- 24 марта — Дебай Петер Йозеф Вильгельм, физик, лауреат Нобелевской премии по химии в 1936 году.
- 2 апреля — Гюнтер Тесман, немецкий и бразильский учёный, ботаник, этнолог, лингвист.
- 7 апреля — Бронислав Малиновский, британский антрополог, основатель функционализма в антропологии.
- 12 апреля — Отто Фриц Мейергоф, немецкий биохимик и врач, лауреат Нобелевской премии по физиологии и медицине в 1922 году (совместно с Арчибалдом Хиллом) за труды в области мышечного метаболизма.
- 15 апреля — Франсуа Наполеон Мари Муаньо (фр. François Napoléon Marie Moigno), французский математик и популяризатор науки.
- 24 мая — Кларк Леонард Халл[7], один из крупнейших деятелей психологической науки XX столетия.
- 18 июня — Леонтий Григорьевич Раменский, русский ботаник, геоботаник, эколог растений и географ.
- 3 августа — Ж. Браун-Бланке, основатель Франко-швейцарской школы геоботаники, создатель системы классификации растительности на основе флористического подхода.
- 16 августа — Хьюго Гернсбек, американский изобретатель и писатель-фантаст, создатель первого журнала фантастики «Amazing Stories».
- 8 ноября — Герман Роршах (нем. Hermann Rorschach), швейцарский психиатр, создатель теста Пятна Роршаха.
- 30 ноября — Джон Морис Кларк (англ. John Maurice Clark), американский экономист.
- 3 декабря — Владимир Васильевич Голубев, советский математик и механик, член-корреспондент АН СССР.[8]

## Скончались
- 6 января — Г. Мендель, первооткрыватель законов генетики.
- 31 января — Джон Генри Паркер, британский антрополог, археолог, искусствовед, историк искусства.
- 16 февраля — Александр Устинович Фрезе, один из первых профессоров психиатрии в России.
- 19 июня — И. Г. Дройзен — немецкий историк, основоположник изучения эпохи эллинизма.
- 10 сентября — Джордж Бентам (англ. George Bentham), английский ботаник, автор системы классификации растений.
- 10 октября — Роберт Христиан Бертольд Аве-Лаллеман, немецкий врач и научный экспедитор.
- 6 ноября — Генри Фоссет (англ. Henry Fawcett), английский экономист.
- 11 ноября — Альфред Эдмунд Брем, немецкий учёный-зоолог, автор знаменитой научно-популярной работы «Жизнь животных».